# Drømme fra ødemarken
Drømme fra ødemarken er en dansk dokumentarfilm fra 2019 instrueret af Jannik Splidsboel.

## Handling
The Kimberly i det vestlige Australien er hjemsted for flere mindre aborigine samfund. De fleste af disse samfund befinder sig i dag i en overgangsperiode, der bringer både omvæltninger og bekymringer med sig. Nogle indbyggere har givet op, andre vælger at kæmpe mod både fortidens og nutidens dæmoner for at skabe en lysere fremtid for deres folk. I filmen forsøger de to venner, Gabriel og Peter, at holde kulturelle traditioner i live, uden den store opbakning fra resten af lokalsamfundet. Felicity kæmper for at holde sin familie samlet efter år med druk og forsømmelse, og teenagebrødrene, Billy og Jordan, mødes for første gang. Drengene tilbringer dagene med at lære hinanden og deres kultur at kende, mens de udforsker den australske outback.

## Medvirkende
- Gabriel Nodea
- Peter J. Thomas
- Felicity Smith
- Ashleigh Johnstone
- Olive Johnstone
- Casey Douglas Johnstone
- Ashleigh Akka Johnstone
- Ali-Mae Johnstone
- Billy Long
- Jordan Long
- Kay Long